# Diploma
Um diploma (do grego δίπλωµα diploma) é um documento emitido por uma instituição de ensino, tal como uma universidade ou instituto politécnico, que testemunha que a pessoa a quem é concedido completou com sucesso um determinado curso, ou recebeu um grau académico. Ele deve ser emitido pela instituição de ensino em que o estudante está terminando seu curso ou já o concluiu.

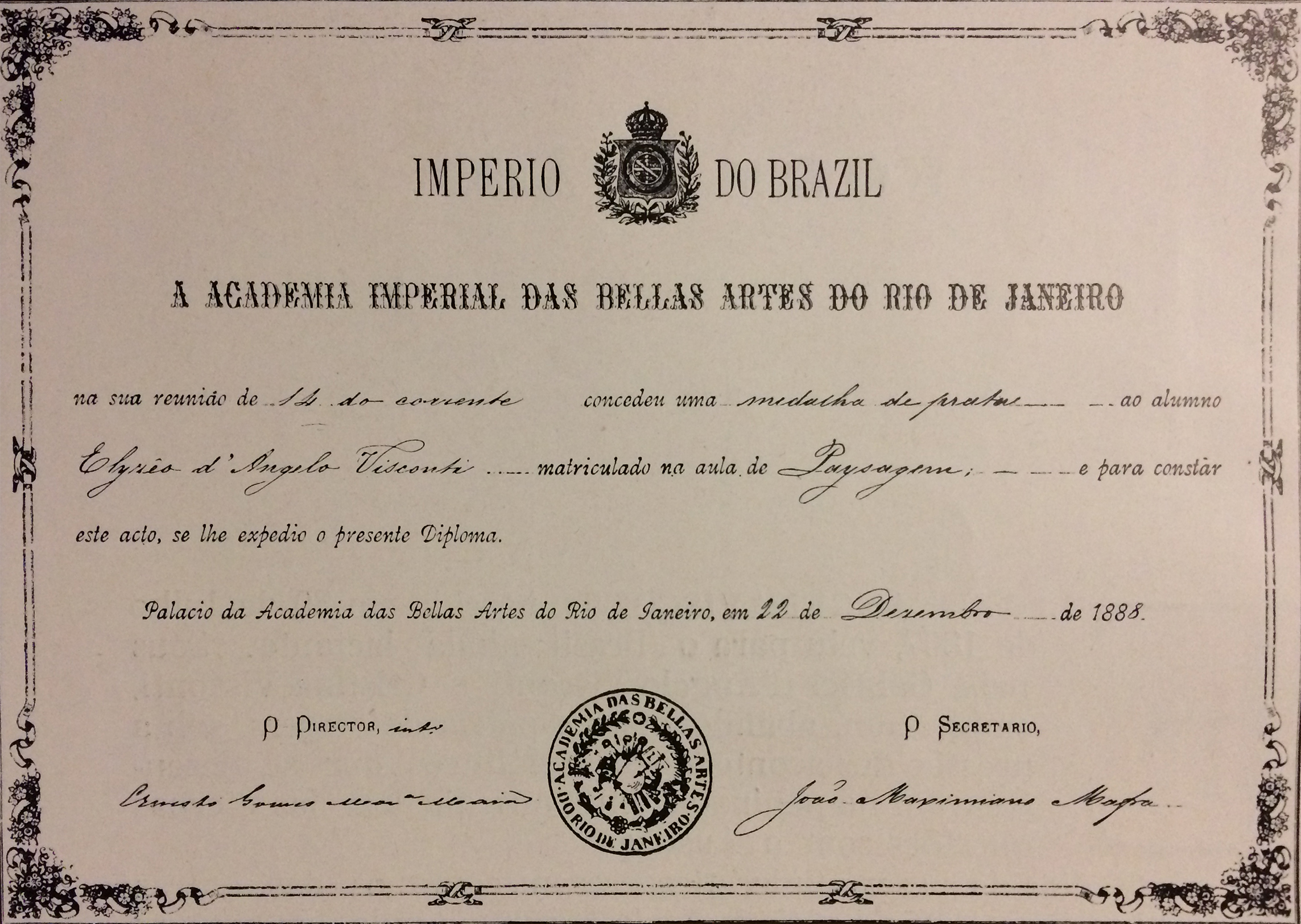
Um diploma lusófono de 1888 no Brasil.

Para ter acesso ao diploma, o aluno deverá estar quase formado, ou seja, estar matriculado nas disciplinas que faltam para a quitação do currículo do curso – ou ter concluído um curso devidamente reconhecido e regularizado pelo MEC. Para terem validade nacional, cursos de pós-graduação stricto sensu (curso de extensão acadêmica) realizados em instituições de ensino estrangeiras devem ser registrados por universidades brasileiras que possuam cursos de pós-graduação reconhecidos e avaliados na mesma área de conhecimento e em nível equivalente ou superior.
O diploma não pode ser cobrado. A exigência do pagamento do diploma pelas faculdades fere diversas leis, como a Resolução 3/89 do Conselho Federal de Educação, a Lei da Mensalidade Escolar (Lei nº 9.870/99) e o Código de Defesa do Consumidor (CDC). O diploma não pode ser cobrado nem mesmo dos inadimplentes. O artigo 6° da Lei da Mensalidade Escolar prevê que o estudante não pode ser castigado por ser devedor. A exigência do pagamento também atinge o Código de Defesa do Consumidor porque a cobrança não é esclarecida nos contratos elaborados pelas faculdades e universidades.

## Portugal
Em Portugal os diplomas que testemunham a atribuição de um grau académico denominam-se cartas:
- Carta de curso do grau de licenciado;
- Carta de curso do grau de mestre;
- Carta doutoral (para o grau de doutor).

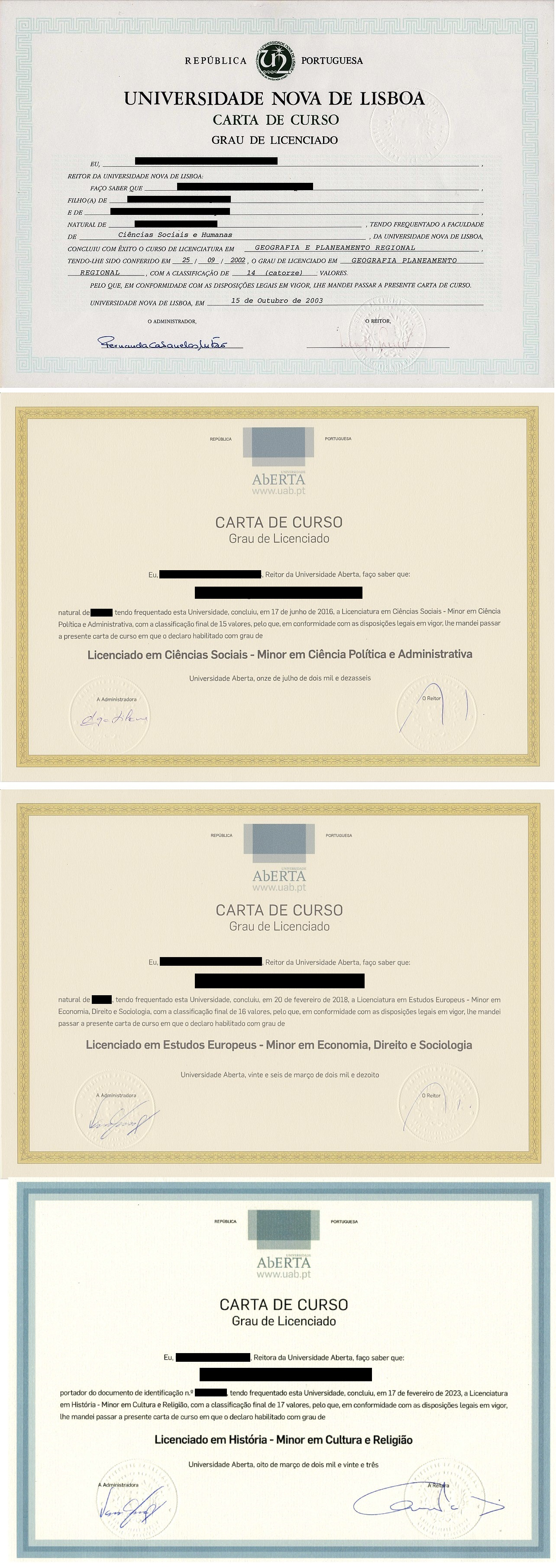
Exemplos de Cartas de Curso de universidades portuguesas

## Alemanha
Na Alemanha o diploma é o mais comum grau acadêmico. Os cursos de graduação que são concluídos com um diploma englobam normalmente as áreas de engenharia, ciências naturais e economia, e algumas especialidades das ciências humanas e ciências sociais.